# IÉSEG School of Management
IÉSEG School of Management este o școală europeană de afaceri cu sediul în Lille și La Défense. A fost fondată în 1964. IÉSEG se numără printre cele mai bine cotate școli de afaceri din lume: în 2019 a fost pe locul treizeci și treilea în lista celor mai bune școli de afaceri europene publicată de Financial Times.
Programele școlii au triplă acreditare, de către organismele AMBA, EQUIS și AACSB. Peste 9.000 de elevi au trecut prin școală și au continuat să ocupe funcții de responsabilitate în lumea afacerilor și a politicii, precum Christophe Catoir (CEO Adecco Franța) și Nicolas Wallaert (CEO Cofidis Franța).